# Vale Jiuzhaigou
O Vale Jiuzhaigou é um Patrimônio Mundial da UNESCO na China.
O vale ocupa mais de 72.000 hectares na parte norte da província de Sichuan, e lá há uma variedade de ecossistemas de florestas bem diversos. As montanhas à sua volta alcançam uma altura de mais de 4.800 metros. As suas soberbas paisagens são especialmente interessantes pelos seus cársticos cónicos e estreitos e cachoeiras espectaculares. Cerca de 140 espécies de pássaros habitam o vale, como várias plantas e espécies animais em extinção, inclusive o panda gigante e o takin de Sichuan.  

## Galeria

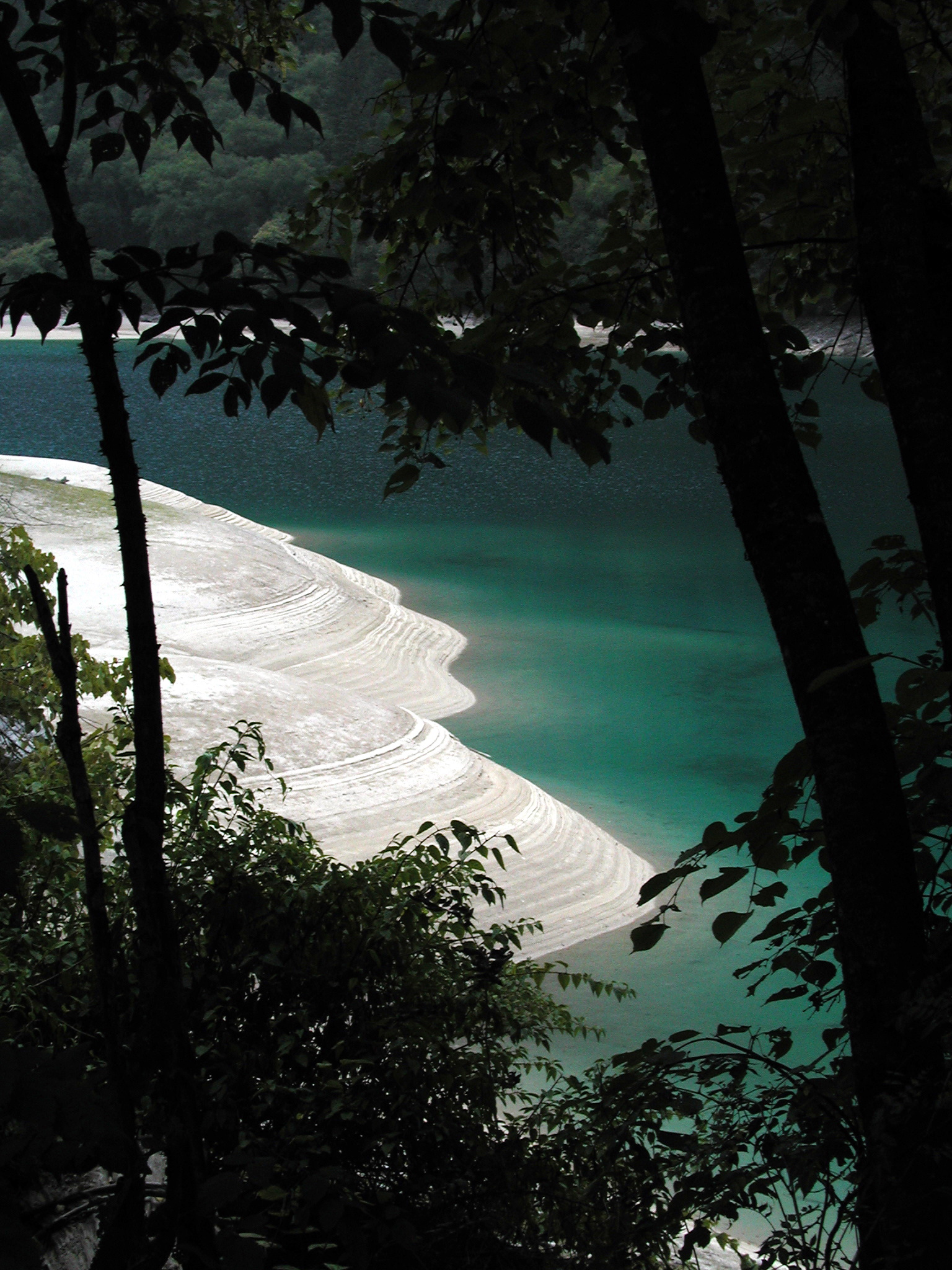
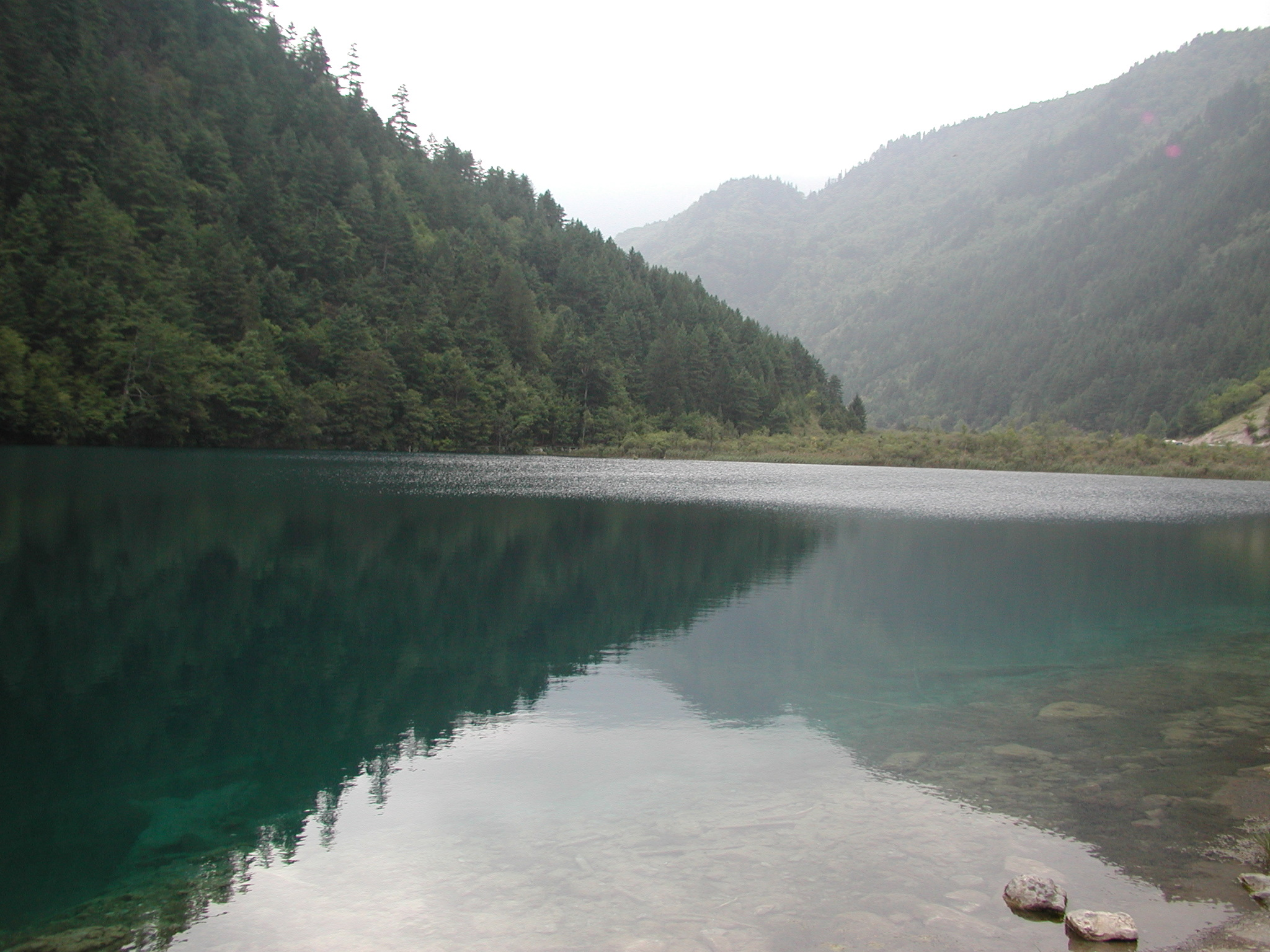
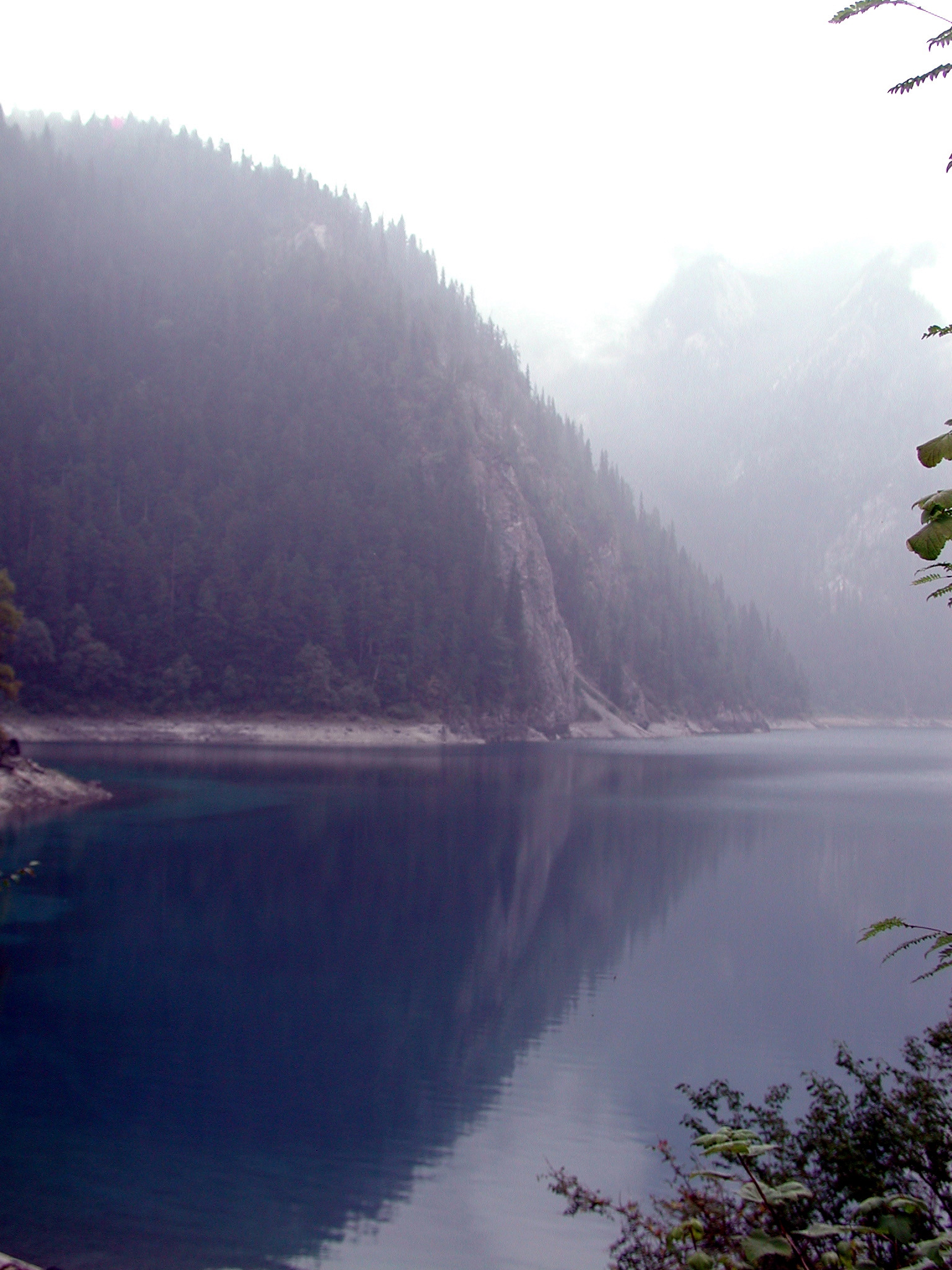

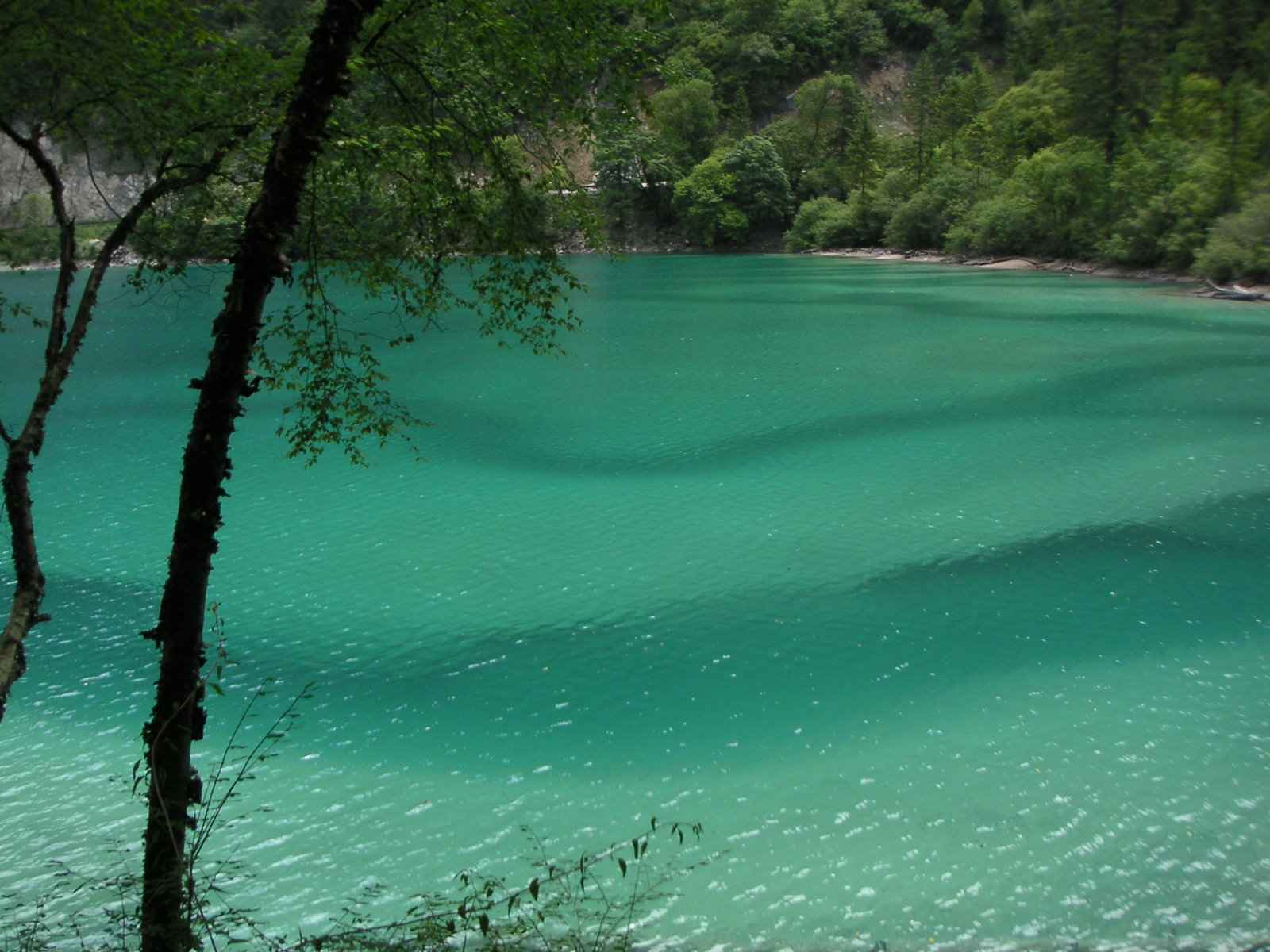
Lago do Panda
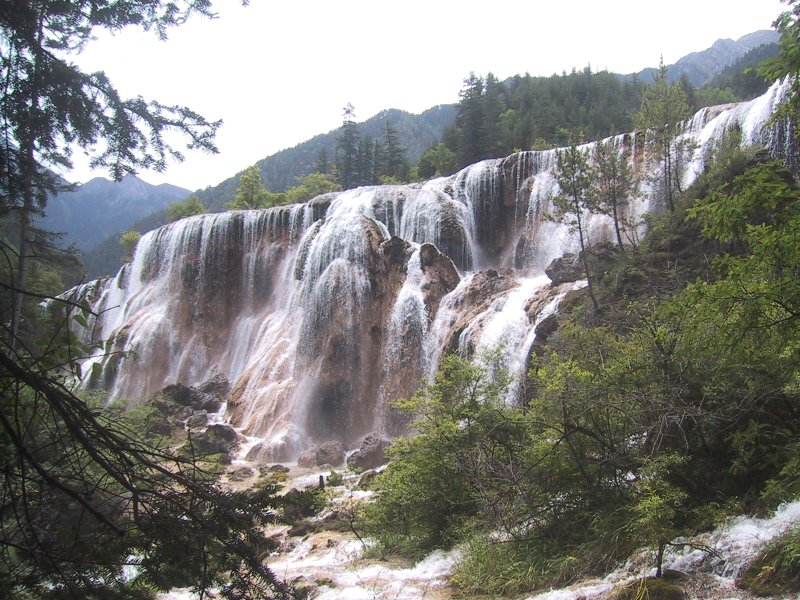
Cascatas de Pérola
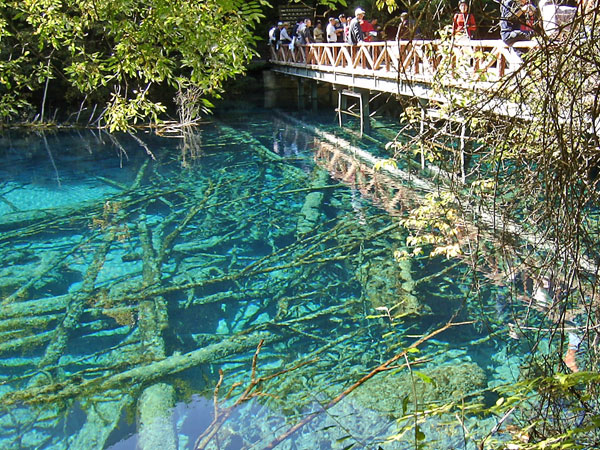
Lago das 5 flores